# Cheilanthes leonardii
Cheilanthes leonardii är en kantbräkenväxtart som beskrevs av William Ralph Maxon. Cheilanthes leonardii ingår i släktet Cheilanthes och familjen Pteridaceae. Inga underarter finns listade.